# 効果意思
効果意思（こうかいし）とは、意思表示の過程における要素の一つで法律効果を発生させようという意思。
大ざっぱにいえば、世の中に存在する権利や法律関係を変動させる効力（法律効果）を認められた行為（法律行為）をしようとする意思をいう。この効果意思には、意思表示を行う表意者が内心でどのような法律効果を意欲したかという内心の効果意思（内心的効果意思、真意）と、実際に意思表示の表示内容として表示された効果意思（表示上の効果意思）の二つがあり両者は区別される。

## 概要
伝統的な意思表示理論は、ある動機（例えば「ある商品が欲しい」）から効果意思（「その商品を買おう」）が発生し、表示意思（「店に行き、その商品を頼もう」）に基づいて効果意思を外部に表明する（表示行為。例えば「あの商品をください」）という段階を踏んで、意思表示が完成するとしてきた。
効果意思は、意思表示を行う表意者が内心でどのような法律効果を意欲したかという内心の効果意思（内心的効果意思、真意）と、意思表示の表示内容である表示された効果意思（表示上の効果意思）の二つがあり両者は区別される。
本来、法律行為は内心の意思の表示にほかならないと考えられ、内心の意欲こそが法律行為の有効性の要件と考えられた。これを徹底すれば、内心の効果意思が欠ければ意思表示は成立しないと考えるのが自然である（意思主義）。
しかし、資本主義経済の基礎となる商品流通が頻繁になるにしたがって相手方ないし一般取引社会の信頼の保護が必要となった。そこで、表意者の表示行為そのものを客観的に観察して、そこに表現されていると見られる意思（表示上の効果意思）を重視する考え方が出てくる（表示主義）。
元来、近代私法は社会秩序の基礎となる社会の期待の保護を任務としている。他方、私有財産制を基礎とする近代法のもとではそのコロラリーとして個人の意思決定の自由の保障が要請される。そこで法律行為について2つの対立する要請の調整が必要となる。

## 意思の欠缺

### 意思の欠缺と効果意思
表示された効果意思に対応する内心の意思が欠ける場合を意思の欠缺という。
表示上の効果意思に常に内心の効果意思が伴っているとは限らない。例えば、表意者Ａがある絵画を売るという虚偽の表示行為をした場合、その相手方Ｂはその表示行為からＡにはその絵画を売る意思（表示された効果意思）があると推測できるが、表意者Ａの表示行為は虚偽であるからＡにはその絵画を売る意思（内心の効果意思）は存在しないことになる。表示された効果意思に対応した内心の効果意思が存在しないことを意思の欠缺（意思の不存在）という。
日本民法がならったドイツ民法第一草案の基本的構成では、意思が欠缺する場合、法律行為の要素に欠缺があるため法律行為は無効とされている。ただし、心裡留保の場合には内心の意思は欠缺しているが、表意者はそのことを知って意思表示を行っており、意思表示に対する相手方の信頼を保護すべきことから原則として効力を妨げられないものとされている。なお、ドイツではドイツ民法第一草案に多くの改正が加えられた第二草案をもとにドイツ民法が成立した。

### 日本法
- 心裡留保（単独虚偽表示）
意思表示は、表意者がその真意ではないことを知ってしたときであっても、そのためにその効力を妨げられない（民法第93条本文）。内心の意思は欠缺しているが、表意者はそのことを知って意思表示を行っており、意思表示に対する相手方の信頼を保護すべきだからである[5]。ただし、相手方が表意者の真意を知り、又は知ることができたときは、その意思表示は、無効とする（民法第93条但書）。表意者の真意を知り、又は知ることができた相手方を保護する必要はないからである[5]。
なお、親族法上の法律行為（婚姻や養子縁組など）には真にその意思がなければ法的拘束力を認めるべきではないから民法93条の適用はない[6]。
- 虚偽表示（通謀虚偽表示）
相手方と通じてした虚偽の意思表示は、無効とする（民法第94条1項）。当事者は意思表示が外観上の存在であることに合意しているためである[7]。
前項の規定による意思表示の無効は、善意の第三者に対抗することができない（民法第94条2項）。有効な法律行為としての外観を有する社会的事実に対する信頼を保護するためである[8]。
- 錯誤
意思表示は、法律行為の要素に錯誤があったときは、原則として無効となる（民法第95条本文）。「錯誤」について従来の通説は意思の表示内容と内心の意思の不一致を表意者が知らず、この意思の欠缺によって無効とされるとしていたが、錯誤の多くは内心の意思の成立過程に瑕疵がある場合であるという批判もある[9]。いずれにしても民法95条は表意者保護のための規定であることから無効主張は原則として錯誤者とその承継人のみに限られる[10]。なお、ドイツ民法では錯誤の法的効果を無効ではなく取り消すことができるものとしている[10]。
錯誤は原則として無効となるが、表意者に重大な過失があったときは、表意者は、自らその無効を主張することができない（民法第95条但書）。重大な過失のあった表意者のために意思表示の有効性を信じた相手方や第三者が犠牲になることを防止するためである[11]。

## 意思の瑕疵

### 意思の瑕疵と効果意思
内心の意思の成立過程に瑕疵がある場合を意思の瑕疵という。瑕疵ある意思表示も参照。
日本民法がならったドイツ民法第一草案の基本的構成では、意思に瑕疵がある場合、法律行為の要素はともかく存在しており、法律行為は一応有効としつつ取消しによって無効に転換され得るものとしている。

### 日本法
- 詐欺又は強迫による意思表示
  - 詐欺又は強迫による意思表示は、取り消すことができる（民法第96条1項）。
  - 相手方に対する意思表示について第三者が詐欺を行った場合においては、相手方がその事実を知っていたときに限り、その意思表示を取り消すことができる（民法96条2項）。
  - 前二項の規定による詐欺による意思表示の取消しは、善意の第三者に対抗することができない（民法96条3項）。

なお、強迫によって意思決定の自由が完全に奪われていたような場合には内心の意思を欠くため無効である。